# Great Bruges Marathon
De Great Bruges Marathon is een hardloopwedstrijd met onder andere een marathon over 42 kilometer, een halve marathon over 21 kilometer en een wandelevenement. De wedstrijd wordt ieder jaar in oktober gehouden. De eerste editie vond plaats in 2017.

## Uitslagen

### Marathon
| Editie | Datum           | Snelste man                          | Land                                 | Tijd                                 | Snelste vrouw                        | Land                                 | Tijd                                 |
| ------ | --------------- | ------------------------------------ | ------------------------------------ | ------------------------------------ | ------------------------------------ | ------------------------------------ | ------------------------------------ |
| 5      | 16 oktober 2022 | Loïc Bombaerts                       | België                               | 2:38.38                              | Virginie Vandroogenbroeck            | België                               | 2:59.24                              |
| 4      | 17 oktober 2021 | Tim Calliauw                         | België                               | 2:21.46                              | Saartje Speleers                     | België                               | 2:53.04                              |
|        | 2020            | Geen editie omwille van coronacrisis | Geen editie omwille van coronacrisis | Geen editie omwille van coronacrisis | Geen editie omwille van coronacrisis | Geen editie omwille van coronacrisis | Geen editie omwille van coronacrisis |
| 3      | 20 oktober 2019 | Willem Van Schuerbeeck               | België                               | 2:21.56                              | Thalia Kindt                         | België                               | 3:11.31                              |
| 2      | 21 oktober 2018 | Willem Van Schuerbeeck               | België                               | 2:22.56                              | Murielle De Winter                   | België                               | 2:58.35                              |
| 1      | 15 oktober 2017 | Alexander Rodriguez Diaz             | België                               | 2:25.20                              | Soetkin Demey                        | België                               | 2:56.59                              |

### Halve marathon
| Editie | Datum           | Snelste man                          | Land                                 | Tijd                                 | Snelste vrouw                        | Land                                 | Tijd                                 |
| ------ | --------------- | ------------------------------------ | ------------------------------------ | ------------------------------------ | ------------------------------------ | ------------------------------------ | ------------------------------------ |
| 5      | 16 oktober 2022 | Koen Naert                           | België                               | 1:06.33                              | Naomi Taschimowitz                   | Verenigd Koninkrijk                  | 1:17.56                              |
| 4      | 17 oktober 2021 | Ward Van Der Kelen                   | België                               | 1:06.50                              | Heidi Van Maele                      | België                               | 1:28.41                              |
|        | 2020            | Geen editie omwille van coronacrisis | Geen editie omwille van coronacrisis | Geen editie omwille van coronacrisis | Geen editie omwille van coronacrisis | Geen editie omwille van coronacrisis | Geen editie omwille van coronacrisis |
| 3      | 20 oktober 2019 | Tomas Debevere                       | België                               | 1:10.27                              | Julia Kümpers                        | Duitsland                            | 1:17.00                              |
| 2      | 21 oktober 2018 | Koen Naert                           | België                               | 1:05.22                              | Anne-Marie Valerie Danneels          | België                               | 1:22.10                              |
| 1      | 15 oktober 2017 | Koen Naert                           | België                               | 1:05.07                              | Hilda Poelaert                       | België                               | 1:33.09                              |